# جوزف هوپ
جوزف هوپ (انگلیسی: Josef Hoop؛  ۱۴ دسامبر ۱۸۹۵ – ۱۹ اکتبر ۱۹۵۹ ) سیاست‌مدار اهل لیختن‌اشتاین بود.
او از اوت ۱۹۲۸ تا سپتامبر ۱۹۴۵ نخست‌وزیر لیختن اشتاین بود.

## زندگی‌نامه
وی در اشن به دنیا آمد. هوپ پس از اتمام مدرسه متوسطه، تحصیلات دانشگاهی را در دانشگاه دانشگاه اینسبروک آغاز کرد و خود را وقف مطالعه زبان‌های شرقی کرد. هوپ در سال ۱۹۲۰ فارغ‌التحصیل رشته دکترای فلسفه شد.